# Frassinelle Polesine
Frassinelle Polesine település Olaszországban, Veneto régióban, Rovigo megyében. Lakosainak száma 1338 fő (2023. január 1.). Frassinelle Polesine Arquà Polesine, Canaro, Fiesso Umbertiano, Polesella, Pincara és Villamarzana községekkel határos.

## Népesség
A település lakossága az elmúlt években az alábbi módon változott:
| Lakosok száma | 1423 | 1389 | 1338 |
|               | 2017 | 2018 | 2023 |